# QR Vulpeculae
QR Vulpeculae eller HD 192685, är en ensam stjärna belägen i den mellersta delen av stjärnbilden Räven. Den har en skenbar magnitud som varierar 4,60 - 4,80 och är svagt synlig för blotta ögat där ljusföroreningar ej förekommer. Baserat på parallaxmätning inom Hipparcosuppdraget på ca 3,29 mas, beräknas den befinna sig på ett avstånd på ca 1 000 ljusår (300 parsek) från solen. Den rör sig närmare solen med en heliocentrisk radialhastighet på ca -7 km/s.

## Observation
Från oktober till december 1982 ökade Hα-absorptionslinjen i emissionsstyrka med 30 procent Linjen är delvis fylld av rödförskjuten emission.

## Egenskaper
QR Vulpeculae A är en blå stjärna i huvudserien av spektralklass B3 V. Den har en massa som är ca 8 solmassor och utsänder från dess fotosfär energi motsvarande 3 330 gånger solen vid en effektiv temperatur av ca 18 700 K. Stjärnan har överskott av infraröd strålning (12-100 μm) som tolkas som fri strålning i gasen som omger stjärnan.

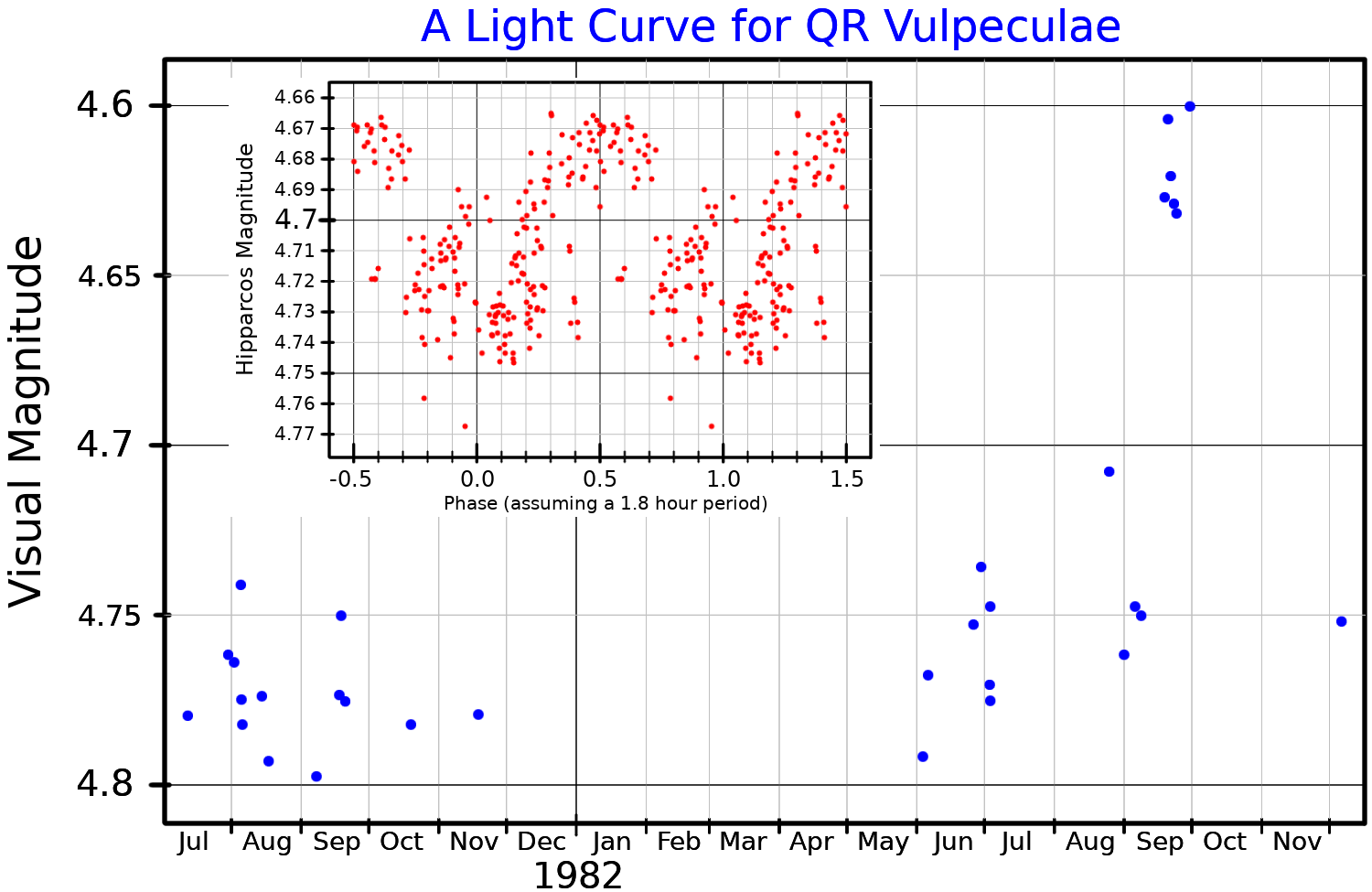
Ljuskurva i visuella bandet för QR Vulpeculae, anpassad från Pavlovski et al. (1983), visande en plötslig ljusning. Det infällda diagrammet, anpassat från Lefèvre et al. (2009), visar den periodiska variabiliteten.

QR Vulpeculae varierar något i ljusstyrka och klassificeras som en Gamma Cassiopeiae-variabel.
QR Vulpeculae har minst en följeslagare separerad med 0,55 bågsekund och har skenbar magnitud 7,55, och kan också vara en långperiodisk spektroskopisk dubbelstjärna.